# Rufina Alfaro
Rufina Alfaro fue el nombre dado a una legendaria patriota neogranadina oriunda del istmo de Panamá (actualmente la provincia de Los Santos), y que aparentemente vivió en la primera mitad del siglo XIX y tuvo un papel decisivo en el proceso independentista de su localidad del Imperio español en 1821. 
Su existencia es motivo de controversia ya que no se tienen documentos que confirmen la misma, y que su nombre apareció por primera vez en 1948 en un escrito de Ernesto Jesús Castillero Reyes, sin embargo, algunos habitantes de La Villa de Los Santos creen que ella realmente existió.
Según la leyenda, fue una campesina oriunda de Las Peñas (Llano Largo), vendía huevos y verduras a los pobladores y era una mujer hermosa y soltera, aunque su físico difería según las fuentes, desde una mujer de piel blanca hasta una mulata. Su atractivo físico, al parecer causaba pasiones amorosas entre los soldados españoles que se encontraban en la guarnición de la localidad de La Villa de Los Santos. Al gestarse las ideas independentistas por parte de Segundo de Villarreal, ella decidió junto con otros voluntarios unirse a los planes de un alzamiento popular en La Villa. El día 10 de noviembre de 1821, Segundo de Villarreal designó a Rufina Alfaro, aprovechando la intimidad de la joven con los soldados, para que espiara el cuartel e informara la situación de los soldados, con el fin de realizar la gesta sin derramamiento de sangre.
Al entrar al cuartel Rufina se percató que los soldados estaban descuidados, algunos conversando y otros jugando, y que no tenían sus armas preparadas, por lo que al salir ella dio señales a los conspiradores para que se tomaran la ciudad y rodearan al cuartel, sin resistencia de los soldados. Posteriormente fue convocado un cabildo abierto en donde La Villa fue declarado como "Ciudad Libre" del yugo colonial español. Este suceso es conocido como el Grito de independencia de La Villa de Los Santos e iniciaría un proceso de alzamientos en varias ciudades del istmo, finalizando con la declaración de la independencia de Panamá el día 28 de noviembre de 1821.
La participación de Rufina Alfaro terminó abruptamente durante el grito de independencia, e inclusive su nombre no aparece en el Acta de Independencia de la Villa de Los Santos el 10 de noviembre de 1821, lo que refuerza su carácter legendario. No obstante, independientemente de su existencia o no, Rufina Alfaro es considerada como un elemento que refuerza la memoria popular sobre el grito.
Su accionar de alguna manera emula el de la heroína neogranadina Policarpa Salavarrieta por lo cual se considera que este personaje real inspiró al pueblo santeño a creer en el mito de Rufina Alfaro, nacido de la imaginación del escritor panameño Ernesto J. Castillero en 1948.